# オヤック・ルノー
オヤック・ルノー（Oyak Renault）はトルコにある自動車メーカーである。

## 概要
1969年にフランスの自動車メーカー・ルノーとオヤック財閥（退役軍人支援・年金運用組織）の合弁による企業として設立された。
会社はトルコ北西部・ブルサに位置し、車体製造及びパワートレイン工場を有している。
尚、持ち株比率は51％がルノー、49%がオヤック財閥となっている。
また、メガーヌセダンを生産する唯一の工場でもあり世界84カ国に輸出している。2006年上半期の生産台数はクリオIIが33,928台、クリオIIIが47,897台、メガーヌIIが40,427台。
2009年8月にはメガーヌセダンに代わってフルエンスを11月より生産開始することが発表され、11月よりトルコで発売を開始。
2021年現在はメガーヌセダンとクリオを生産。

## 製造車種
- ルノー・12
Renault 12
1971-1989
ルノー・12トロス
Renault 12 Toros
1989-2003

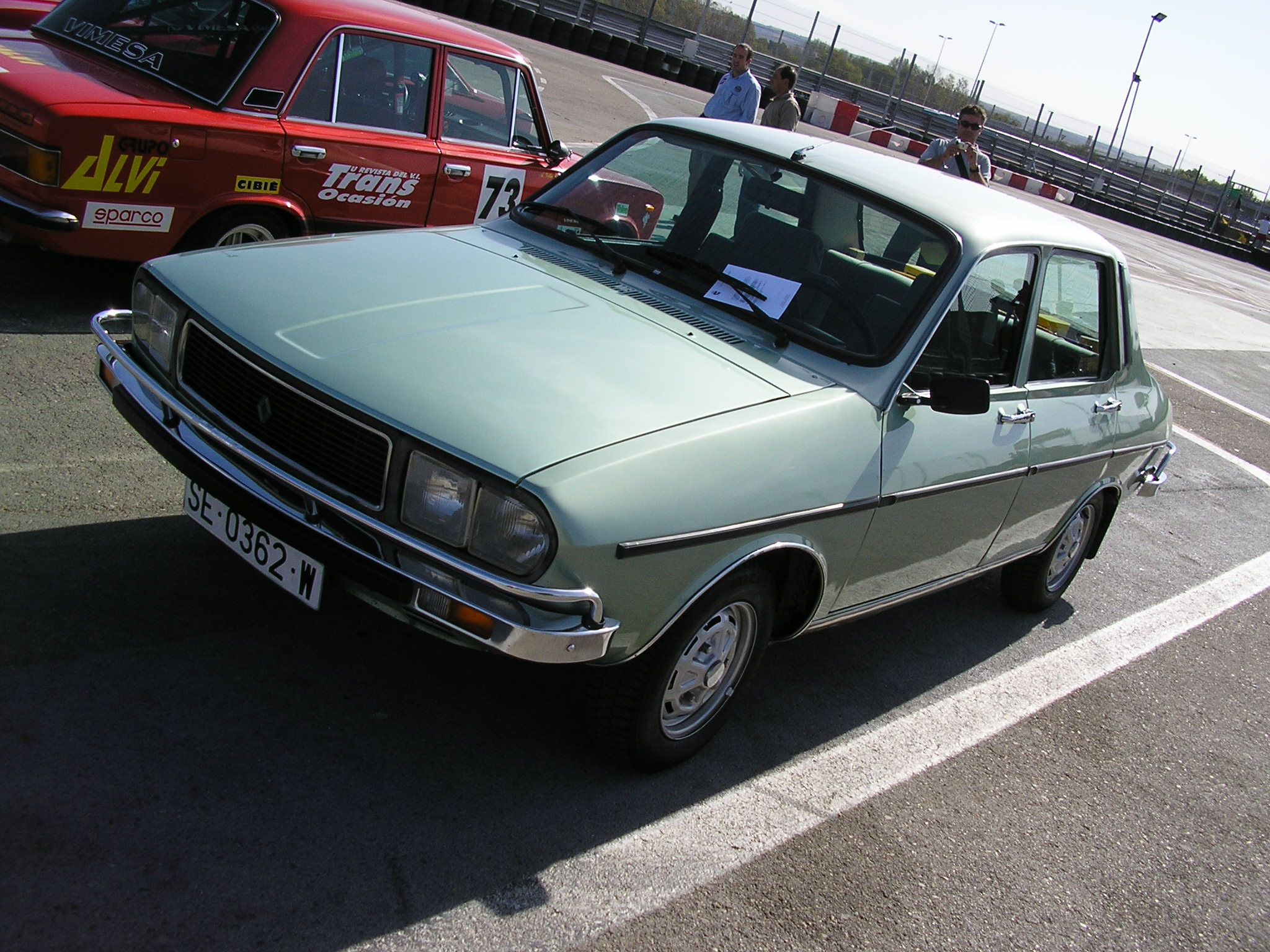
ルノー・9ブロードウェイ Renault 9 Broadway 1985-2003
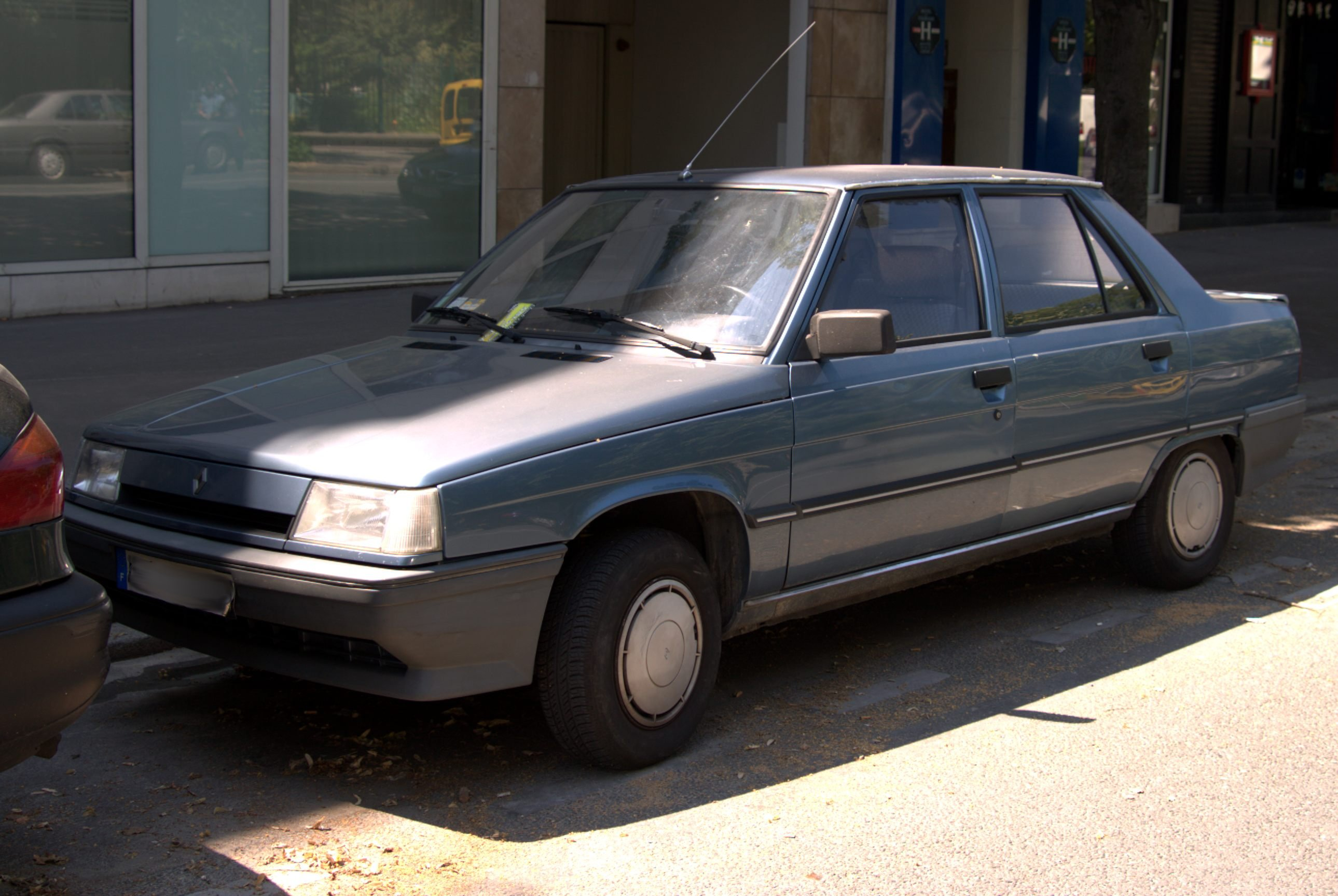
ルノー・11フラッシュ Renault 11 Flash 1987-1996
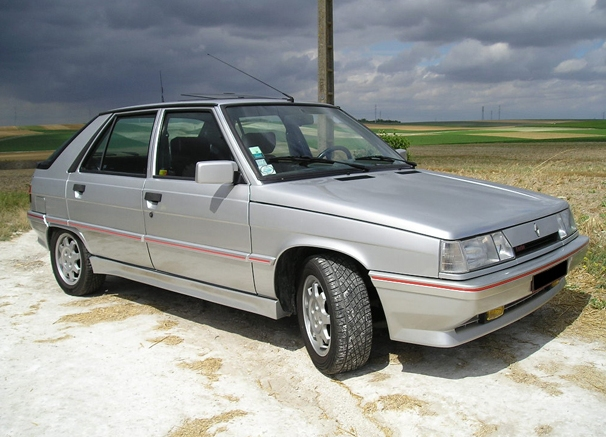
ルノー・21マネージャー Renault 21 Manager 1990-1998
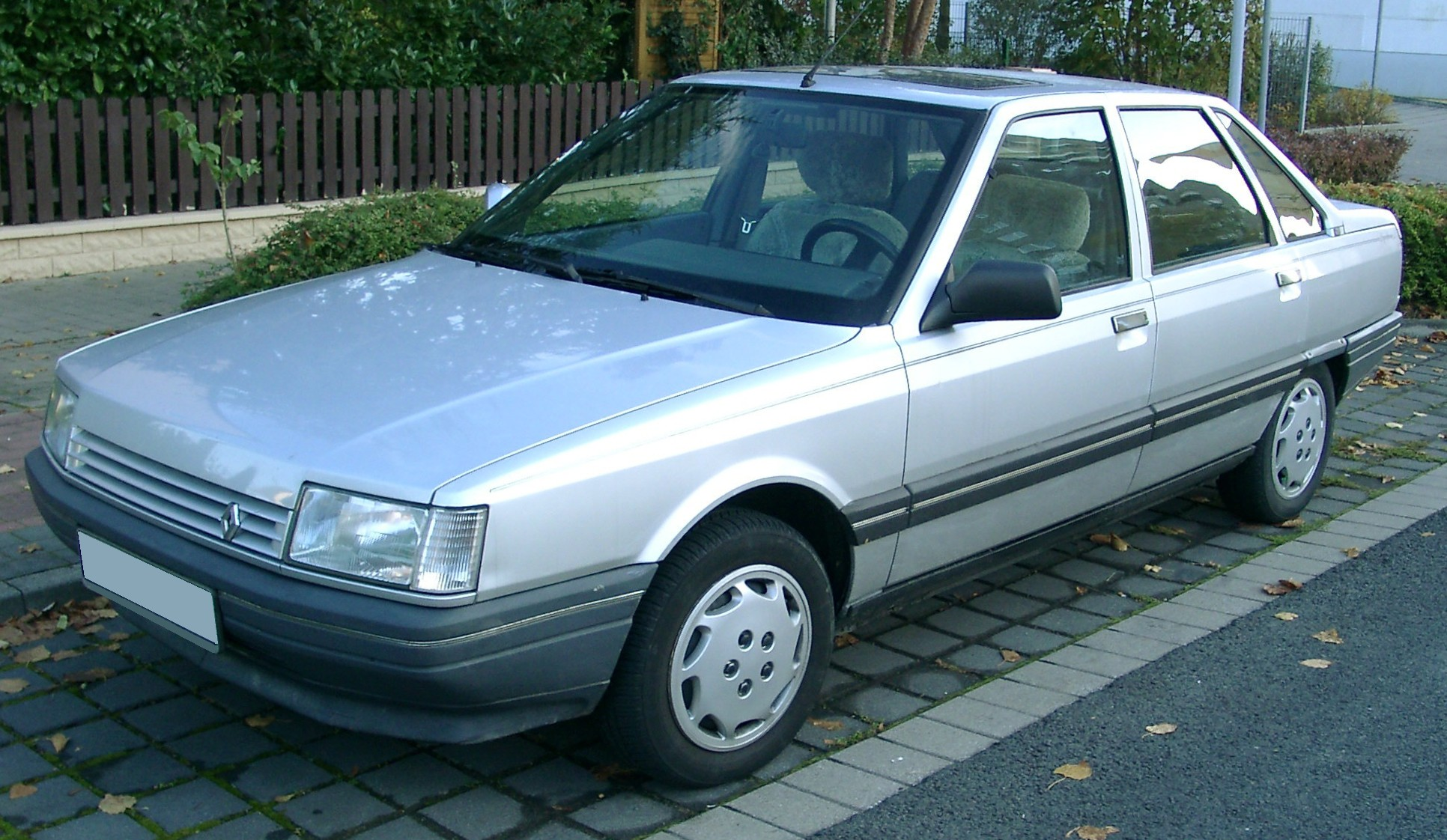
ルノー・19 Renault 19 1992-1996
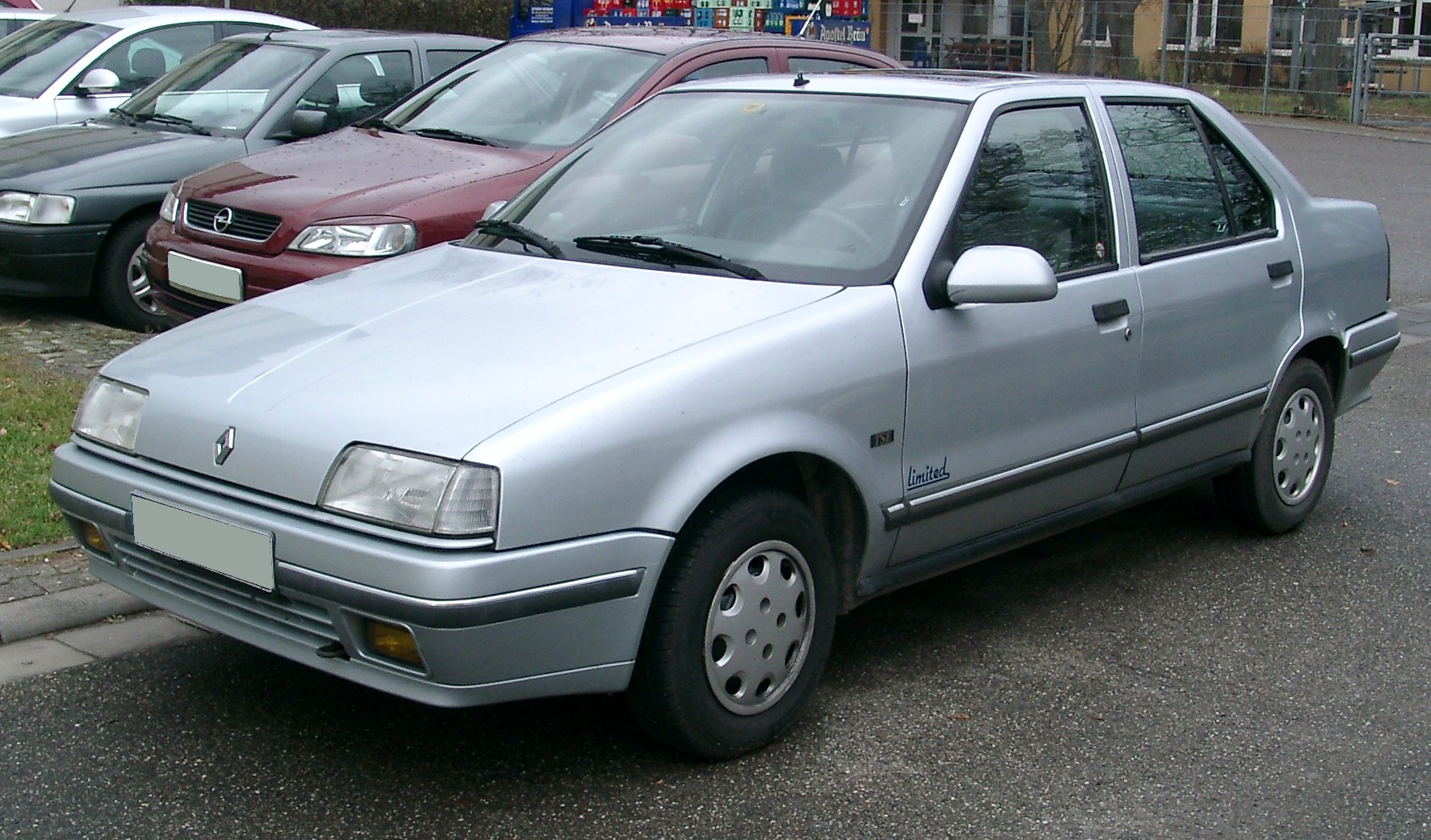
ルノー・19ヨーロッパ Renault 19 Europa
1996-2003
- ルノー・メガーヌ
1997-2003
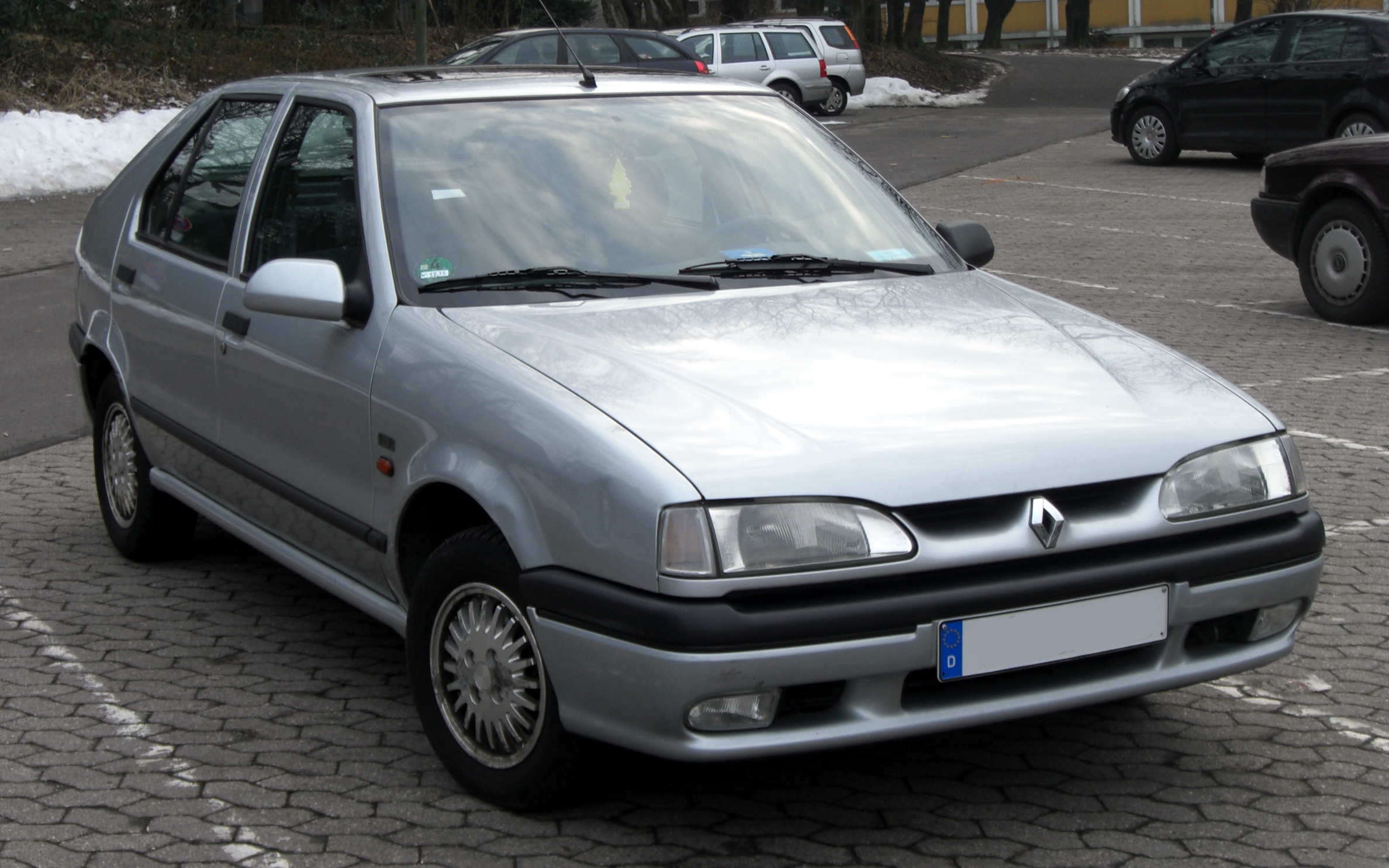
ルノー・メガーヌグランドツアー Renault Mégane Grand Tour 1998-2003
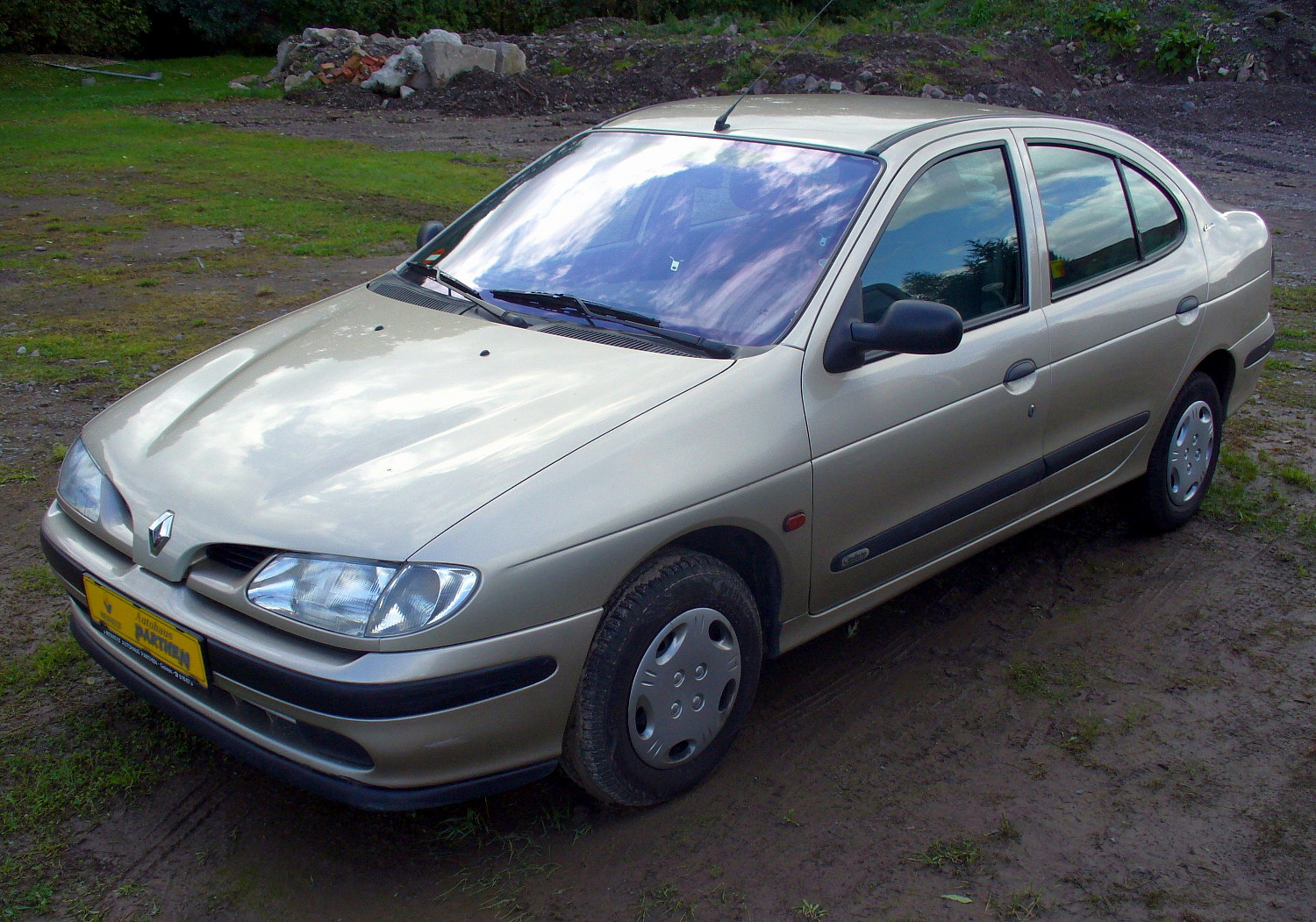
ルノー・メガーヌ 1997-2003
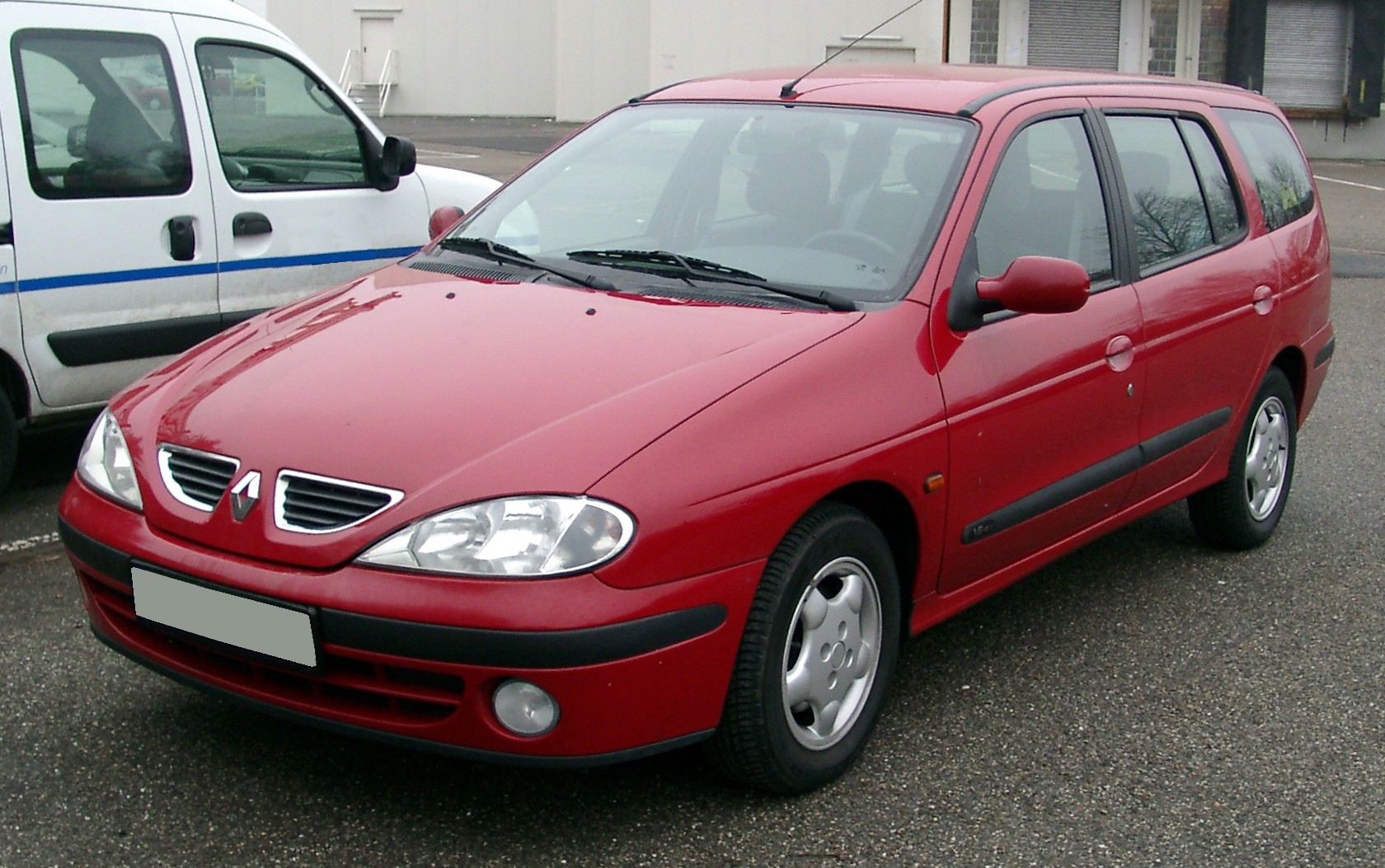
ルノー・メガーヌグランドツアー Renault Mégane Grand Tour 1998-2003
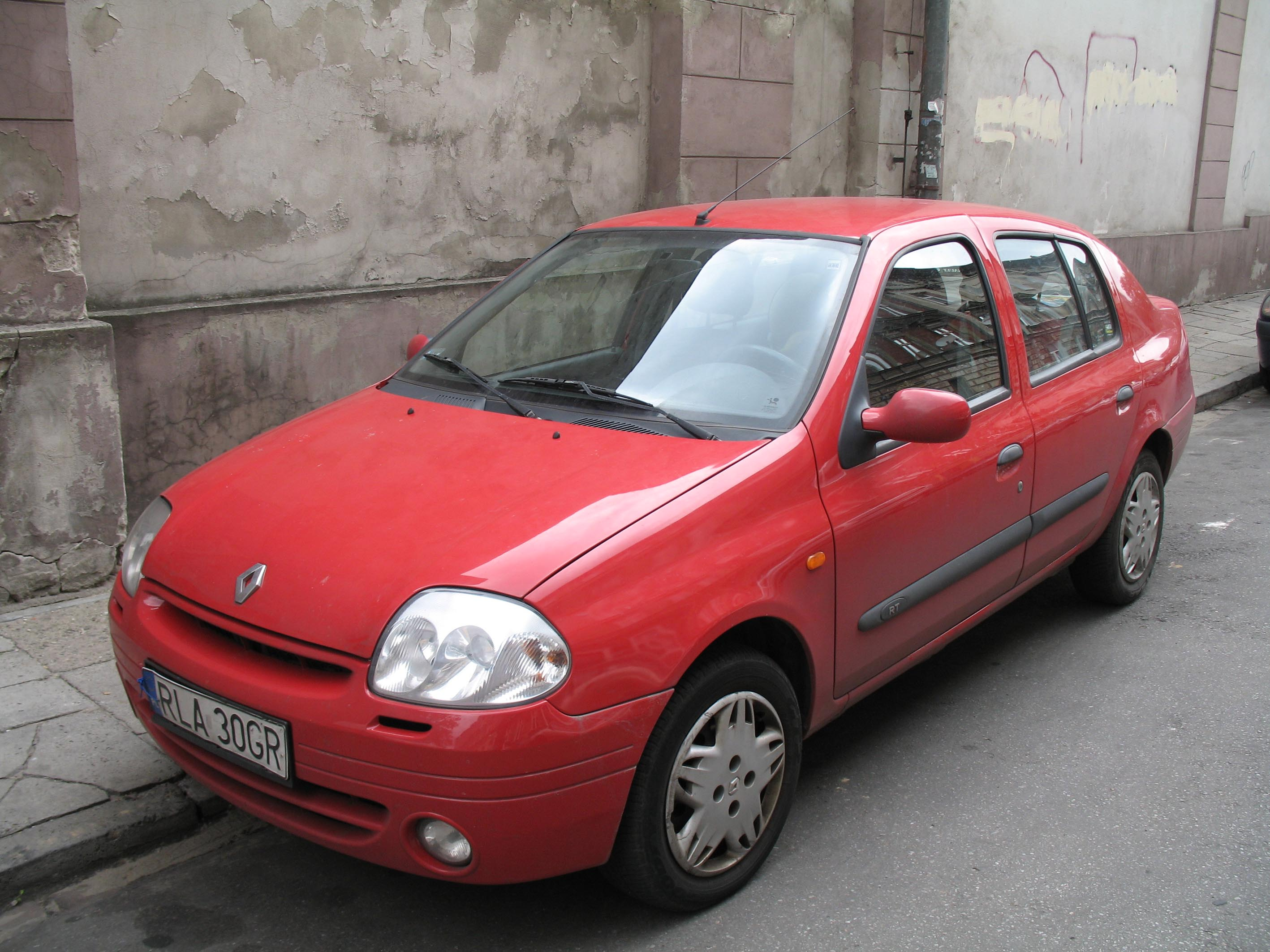
ルノー・クリオ・シンボル Renault Clio Symbol ルノー・タリア (輸出) Renault Thalia 1999-2006
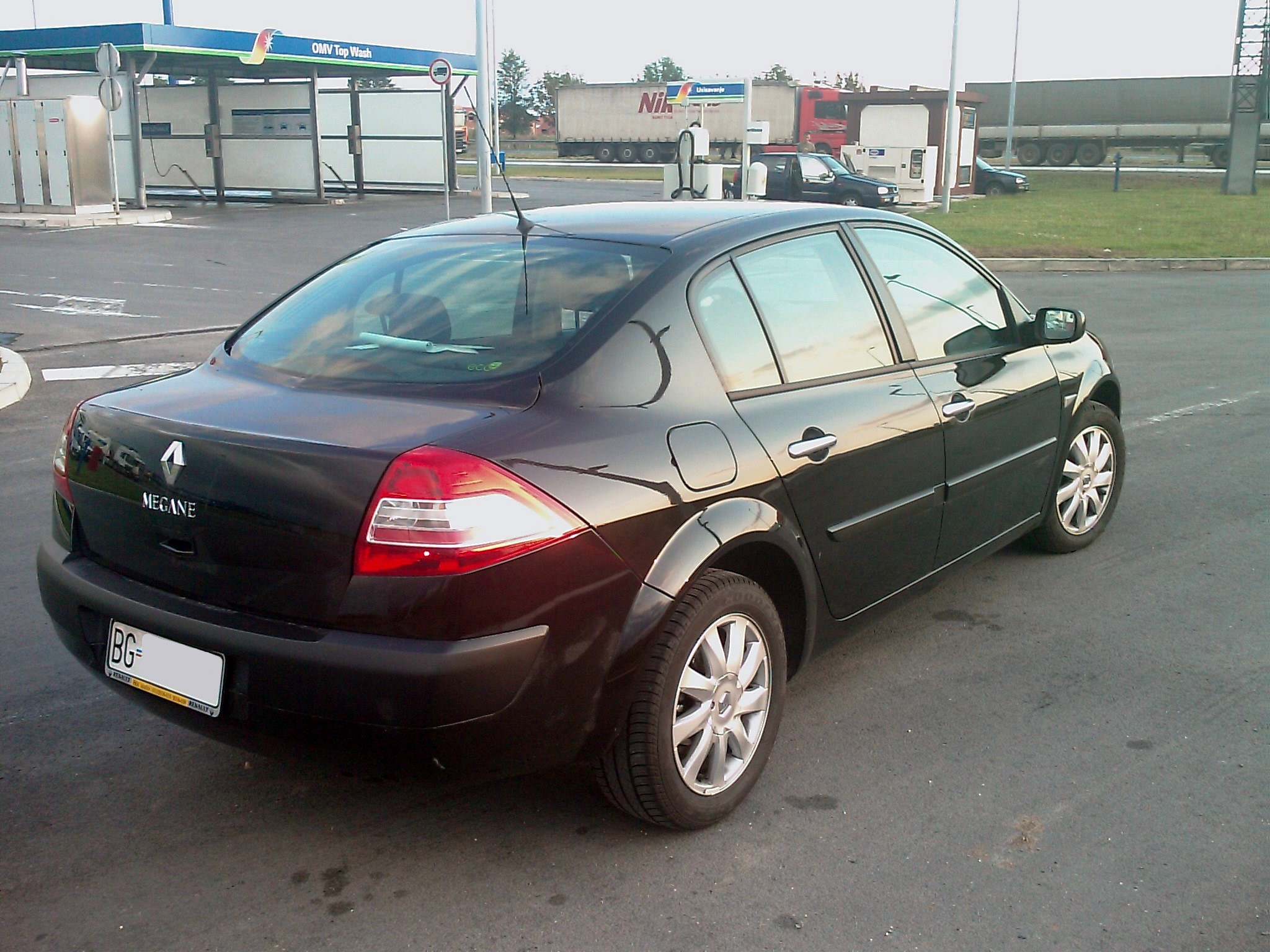
ルノー・メガーヌセダン Renault Mégane Sedan 2003-2009（II） 2017-（IV）
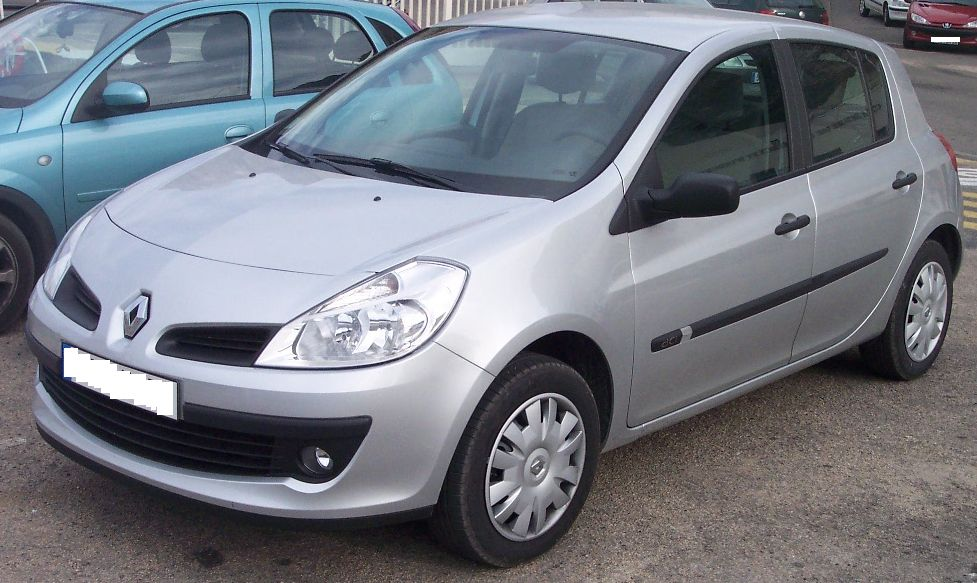
ルノー・クリオハッチバック Renault Clio HB 2006-
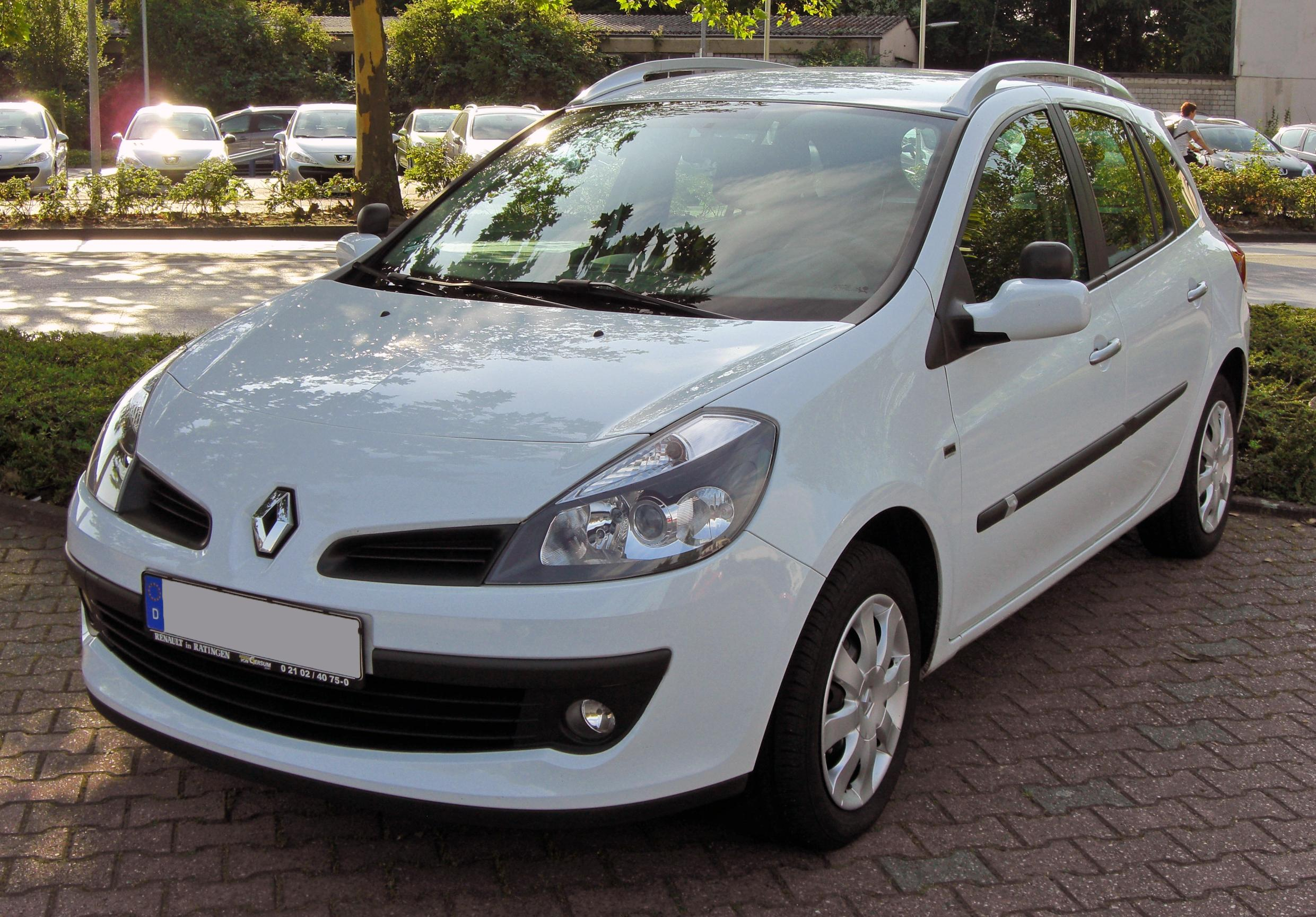
ルノー・クリオグランドツアー Renault Clio Grand Tour 2007-
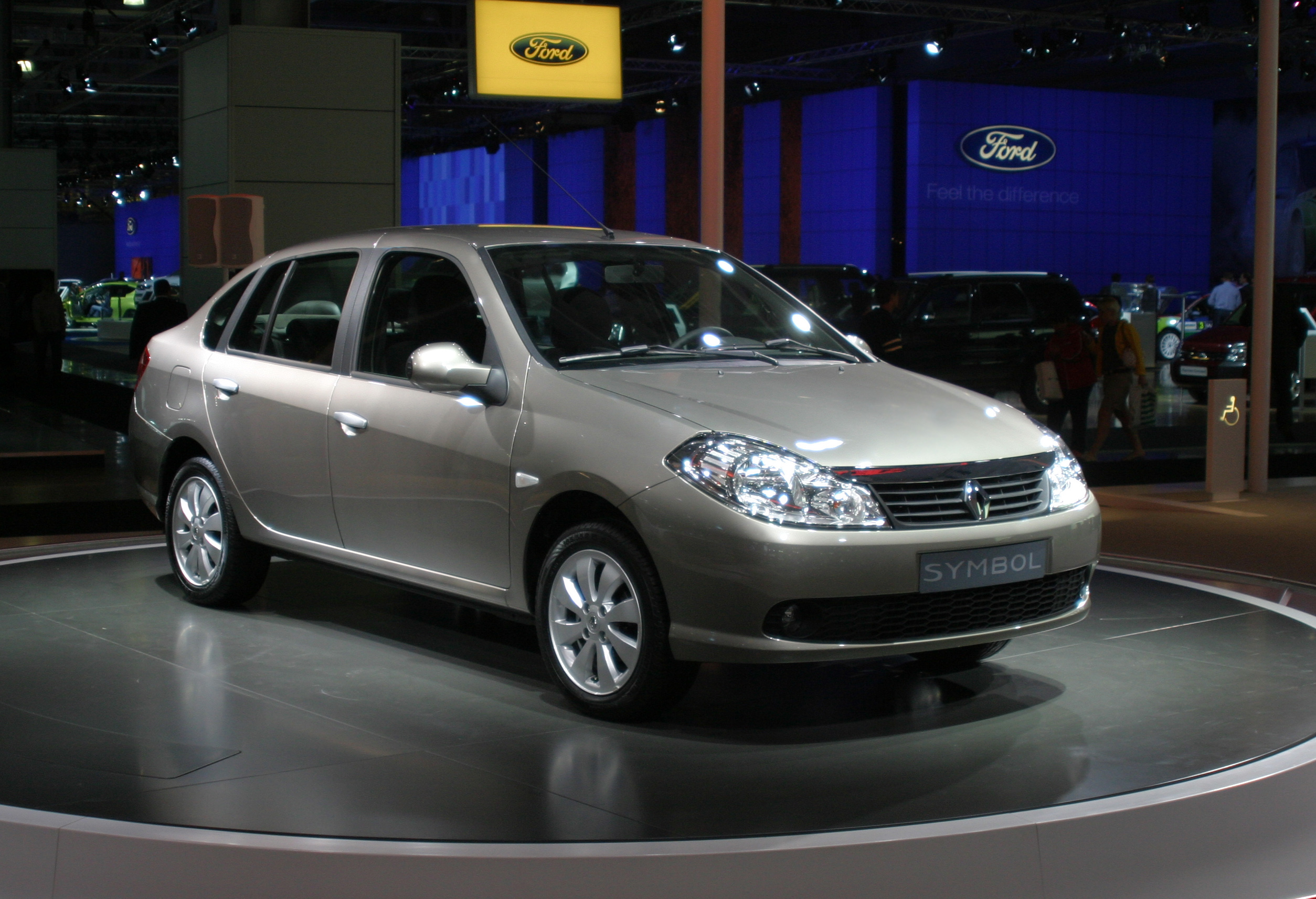
ルノー・シンボル Renault Symbol ルノー・タリア (輸出) Renault Thalia 2008-
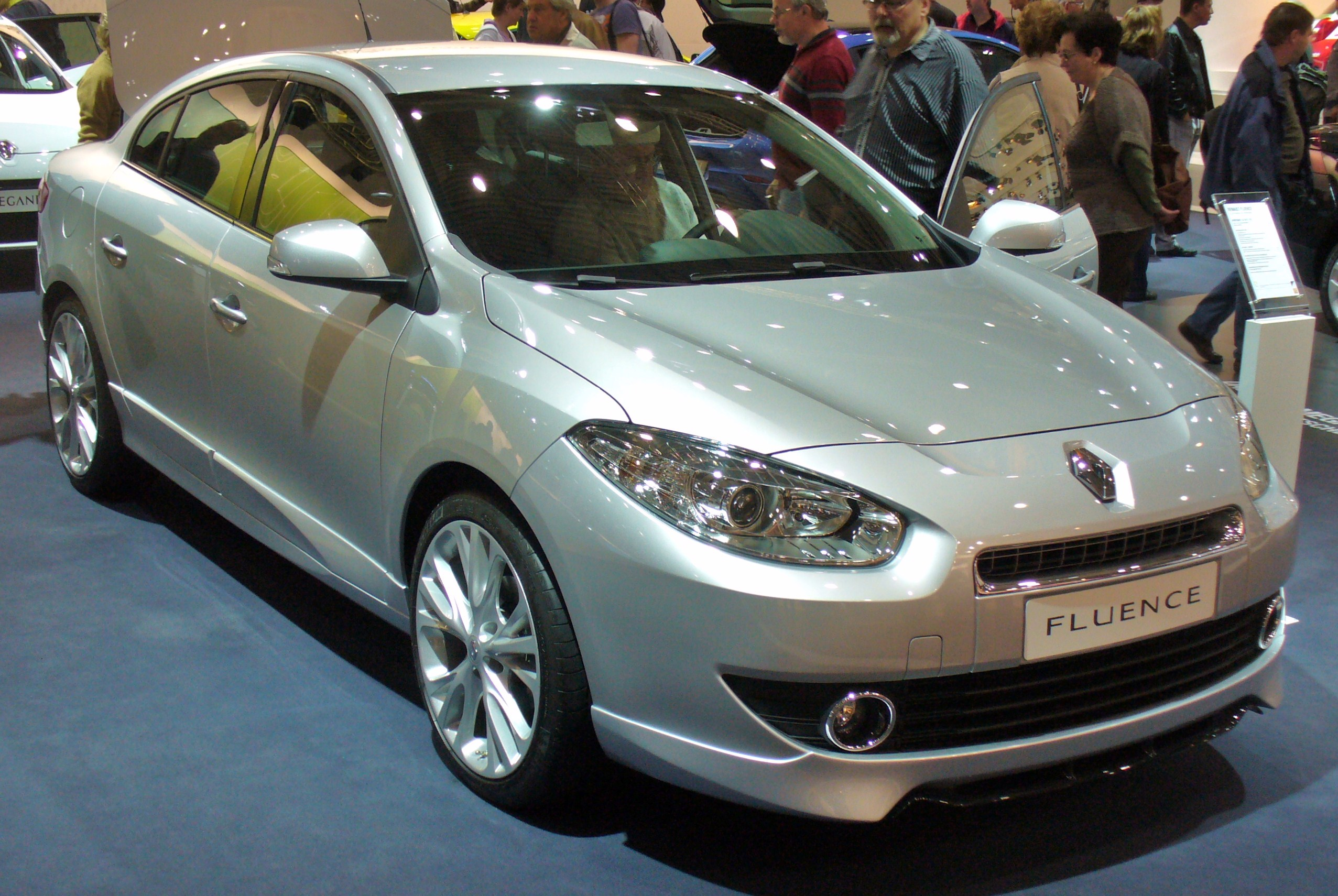
ルノー・フルエンス Renault Fluence 2009-2016
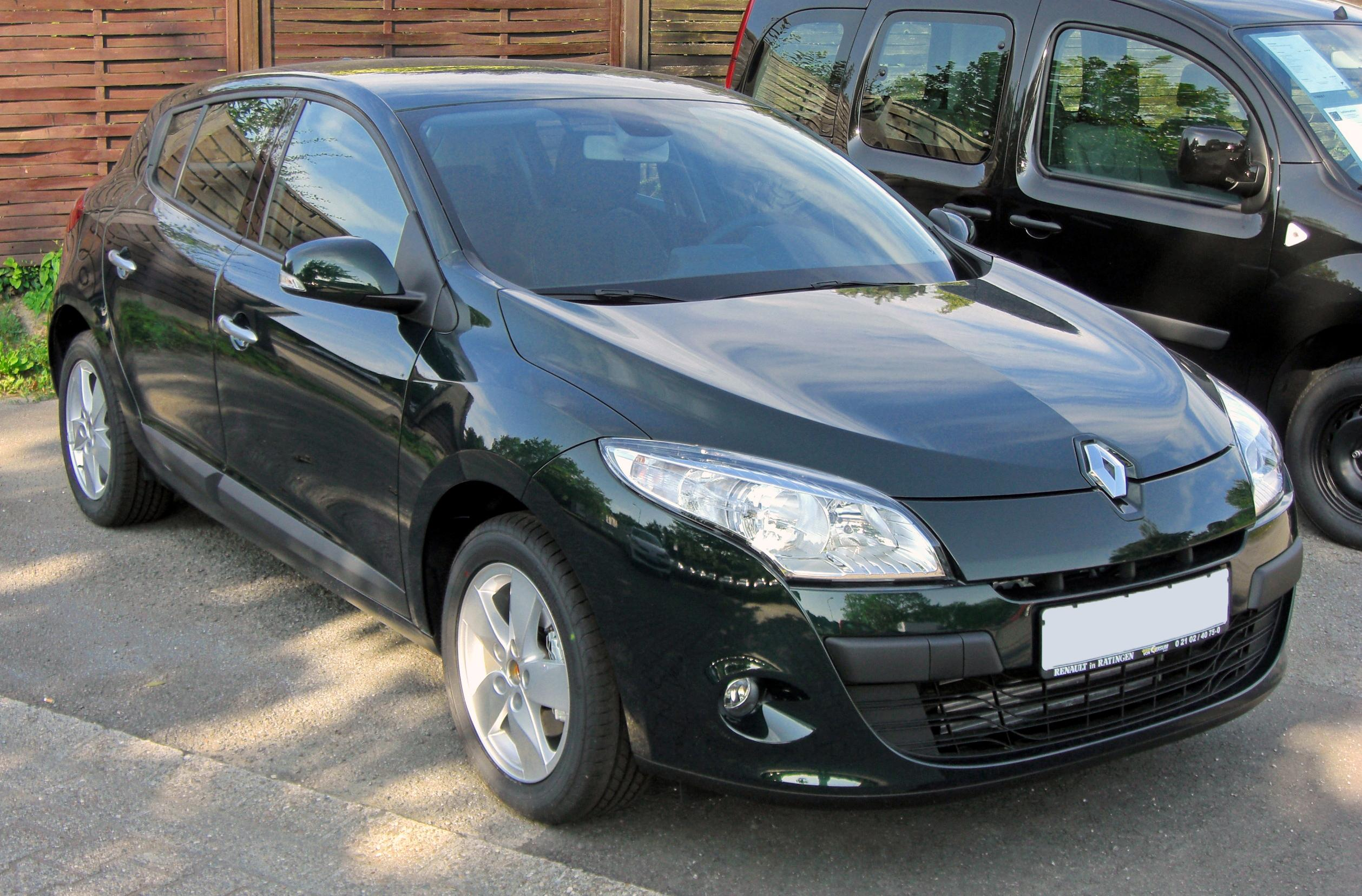
ルノー・メガーヌハッチバック Renault Mégane HB 2009-2015

- ルノー・クリオ・シンボル
Renault Clio Symbol
ルノー・タリア (輸出)
Renault Thalia
1999-2006
- ルノー・メガーヌセダン
Renault Mégane Sedan
2003-2009（II）
2017-（IV）
- ルノー・クリオハッチバック
Renault Clio HB
2006-
- ルノー・クリオグランドツアー
Renault Clio Grand Tour
2007-
- ルノー・シンボル
Renault Symbol
ルノー・タリア (輸出)
Renault Thalia
2008-
- ルノー・フルエンス
Renault Fluence
2009-2016
- ルノー・メガーヌハッチバック
Renault Mégane HB
2009-2015